# Pan-Amerikaanse Spelen 1999
De dertiende Pan-Amerikaanse Spelen werden gehouden in 1999 in Winnipeg, Canada. Het was de tweede keer, na de Spelen van 1967, dat het vierjaarlijkse multi-sportevenement in deze stad werden georganiseerd. Ruim vijfduizend sporters afkomstig uit 42 landen streden in 35 sportdisciplines om de hoogste eer.

## Medaillespiegel
| Medaillespiegel Pan-Amerikaanse Spelen 1999 | Medaillespiegel Pan-Amerikaanse Spelen 1999 | Medaillespiegel Pan-Amerikaanse Spelen 1999 | Medaillespiegel Pan-Amerikaanse Spelen 1999 | Medaillespiegel Pan-Amerikaanse Spelen 1999 | Medaillespiegel Pan-Amerikaanse Spelen 1999 |
| ------------------------------------------- | ------------------------------------------- | ------------------------------------------- | ------------------------------------------- | ------------------------------------------- | ------------------------------------------- |
| Plaats                                      | Land                                        | Goud                                        | Zilver                                      | Brons                                       | Totaal                                      |
| 1                                           | Verenigde Staten                            | 106                                         | 110                                         | 79                                          | 295                                         |
| 2                                           | Cuba                                        | 70                                          | 40                                          | 47                                          | 157                                         |
| 3                                           | Canada                                      | 64                                          | 52                                          | 80                                          | 196                                         |
| 4                                           | Brazilië                                    | 25                                          | 32                                          | 44                                          | 101                                         |
| 5                                           | Argentinië                                  | 25                                          | 19                                          | 28                                          | 72                                          |
| 6                                           | Mexico                                      | 11                                          | 16                                          | 30                                          | 57                                          |
| 7                                           | Colombia                                    | 7                                           | 17                                          | 18                                          | 42                                          |
| 8                                           | Venezuela                                   | 7                                           | 16                                          | 17                                          | 40                                          |
| 9                                           | Jamaica                                     | 3                                           | 4                                           | 6                                           | 13                                          |
| 10                                          | Guatemala                                   | 2                                           | 1                                           | 1                                           | 4                                           |
| 11                                          | Bahama's                                    | 2                                           | 0                                           | 1                                           | 3                                           |
| 12                                          | Chili                                       | 1                                           | 4                                           | 7                                           | 12                                          |
| 13                                          | Puerto Rico                                 | 1                                           | 3                                           | 8                                           | 12                                          |
| 14                                          | Dominicaanse Republiek                      | 1                                           | 3                                           | 6                                           | 10                                          |
| 15                                          | Ecuador                                     | 1                                           | 2                                           | 5                                           | 8                                           |
| 16                                          | Bermuda                                     | 1                                           | 2                                           | 0                                           | 3                                           |
| 17                                          | Suriname                                    | 1                                           | 0                                           | 1                                           | 2                                           |
| 18                                          | Nederlandse Antillen                        | 1                                           | 0                                           | 0                                           | 1                                           |
| 19                                          | Peru                                        | 0                                           | 2                                           | 6                                           | 8                                           |
| 20                                          | Uruguay                                     | 0                                           | 1                                           | 3                                           | 4                                           |
| 21                                          | Barbados                                    | 0                                           | 1                                           | 1                                           | 2                                           |
| 21                                          | Panama                                      | 0                                           | 1                                           | 1                                           | 2                                           |
| 23                                          | Kaaimaneilanden                             | 0                                           | 1                                           | 0                                           | 1                                           |
| 23                                          | Honduras                                    | 0                                           | 1                                           | 0                                           | 1                                           |
| 25                                          | Costa Rica                                  | 0                                           | 0                                           | 1                                           | 1                                           |
| 25                                          | El Salvador                                 | 0                                           | 0                                           | 1                                           | 1                                           |
| 25                                          | Trinidad en Tobago                          | 0                                           | 0                                           | 1                                           | 1                                           |
| Totaal                                      | Totaal                                      | 329                                         | 328                                         | 392                                         | 1049                                        |

1951 ·
1955 ·
1959 ·
1963 ·
1967 ·
1971 ·
1975 ·
1979 ·
1983 ·
1987 ·
1991 ·
1995 ·
1999 ·
2003 ·
2007 ·
2011 ·
2015 ·
2019 ·
2023 ·
2027